# Angela Malestein
Angela Malestein (født 31. januar 1993 i Spakenburg, Holland) er en kvindelig hollandsk håndboldspiller som spiller højre fløj for ungarske Ferencváros TC og det Hollands kvindehåndboldlandshold.
Malestein har deltaget ved EM 2010 i Danmark/Norge, VM 2011 i Brasilien, og VM 2015 i Danmark. Hun deltog også under Sommer-OL 2016 i Rio de Janeiro, hvor Holland opnåede en fjerdeplads, efter bronzenederlag til Norge. I 2016 vandt hun sin første EM-sølvmedalje ved EM 2016 i Sverige. Året efter ved VM i Tyskland, vandt Holland for første gang VM-bronze og selvsamme resultat opnåede holdet det efterfølgende år ved EM 2018 i Frankrig. Efter at have været kort skadet i september 2019, deltog Polman også ved VM 2019 i Japan, med den nye hollandske landstræner, franske Emmanuel Mayonnade. Holdet leverede det største resultat hidtil i hollandsk håndboldhistorie, da man havde kvalificeret sig til VM-finalen, hvor man slog Spanien med 30-29.